# Esthera Petre
Esthera Petre (née le 13 mai 1990 à Bucarest) est une athlète roumaine spécialiste du saut en hauteur.

## Carrière
Titrée lors des Championnats des Balkans juniors en 2006, elle se classe cinquième des Championnats du monde cadets de 2007, et sixième des Championnats du monde juniors de 2008. Elle remporte par ailleurs son premier titre national en 2009.
En juillet 2011, la Roumaine remporte les Championnats d'Europe espoirs en franchissant la hauteur de 1,98 m à son troisième essai. Elle améliore ce faisant de six centimètres son record personnel établi début juin à Constanța, avant d'échouer de peu à 2,00 m. Elle termine l'année suivante septième des Championnats du monde salle d'Istanbul avec 1,92 m. Aux Jeux olympiques, elle est éliminée avec 1,85 m.

## Vie privée
Elle s'est mariée avec son compagnon le 12 novembre 2014.

## Palmarès
| Date | Compétition                       | Lieu      | Résultat | Marque |
| ---- | --------------------------------- | --------- | -------- | ------ |
| 2008 | Championnats du monde juniors     | Bydgoszcz | 6e       | 1,82 m |
| 2009 | Championnats des Balkans juniors  | Shimatari | 1re      | 1,69 m |
| 2009 | Championnats d'Europe en salle    | Turin     | qual.    | 1,80 m |
| 2011 | Championnats d'Europe en salle    | Paris     | qual.    | 1,85 m |
| 2011 | Championnats d'Europe par équipes | Izmir     | 2e       | 1,89 m |
| 2011 | Championnats d'Europe espoirs     | Ostrava   | 1re      | 1,98 m |
| 2011 | Championnats du monde             | Daegu     | qual.    | 1,92 m |
| 2012 | Championnats des Balkans en salle | Istanbul  | 2e       | 1,91 m |
| 2012 | Championnats du monde en salle    | Istanbul  | 7e       | 1,92 m |
| 2012 | Jeux olympiques                   | Londres   | qual.    | 1,85 m |
| 2013 | Championnats d'Europe en salle    | Göteborg  | qual.    | 1,89 m |

## Records
| Épreuve         | Épreuve   | Performance | Lieu     | Date                            |
| --------------- | --------- | ----------- | -------- | ------------------------------- |
| Saut en hauteur | Extérieur | 1,98 m      | Ostrava  | 16 juillet 2011                 |
| Saut en hauteur | Salle     | 1,94 m      | Bucarest | 15 janvier 2012 25 février 2012 |